# 2008年9月

## 9月1日
- 日本內閣總理大臣福田康夫宣布辭去內閣總理大臣一職。[1]
- 飓风古斯塔夫在美国路易斯安那州登陆，近200万人紧急撤离，此前该飓风已在加勒比海地区造成80多人死亡。[2][3]
- 美國將伊拉克安巴爾省防務交還當地政府。[4]
- 一份奥里萨邦政府報告指出558個住宅及17個崇拜地點於2008年奥里萨邦暴力事件中遭焚。[5]

## 9月2日
- 泰国支持政府和反政府的示威者在曼谷发生流血冲突，造成至少1人死亡，首相沙马·顺达卫宣布曼谷进入紧急状态。[6][7]
- 美國共和黨副總統候選人薩拉·佩林承認她的女兒未婚懷孕，但將與男友舉行婚禮。[8]
- Google公司推出其網頁瀏覽器——Google Chrome。[9]
- 飓风汉娜在海地登陆，导致至少136人死亡。[10][11]

## 9月3日
- 2008年南奧塞梯戰爭：
  - 尼加拉瓜成為俄羅斯以外第一個承認南奧塞梯和阿布哈茲獨立的國家。[12]
  - 俄羅斯關閉了駐格鲁吉亚大使館。[13]
  - 格鲁吉亚國會解除戰爭狀態。[14]

## 9月5日
- 2008年南奧塞梯戰爭：
  - 到訪烏克蘭的美國副總統迪克·切尼支持前者加入北約。親俄的反對派領袖亞努科維奇則表示反對，並指喬治亞犯下了戰爭罪行。[15]
  - 俄羅斯宣稱得到亞美尼亞、白俄羅斯、哈薩克斯坦、吉爾吉斯、烏茲別克、塔吉克斯坦支持對喬治亞用兵。另外委內瑞拉、古巴都支持俄羅斯。[16]
- 昆廷·布赖斯宣誓就任澳大利亚总督，成为英国女王在澳大利亚的第一位女性代表。[17]
- 欧洲空间局罗塞塔号太空探测器在小行星带中飞掠2867号小行星斯坦斯。[18]
- 美國國務卿康多莉扎·賴斯訪問利比亞，是同級官員53年來首次訪問該國。[19][20]

## 9月6日
- 第65届威尼斯电影节在意大利水城威尼斯落下帷幕，美国導演达伦·阿罗诺夫斯基執導的影片《摔跤手》夺得最佳影片奖金狮奖。[21]
- 2008年夏季残奥会在中華人民共和國北京国家体育场开幕，此届残奥会共有147个国家和地区的代表团参加。[22][23]
- 巴基斯坦人民党联合主席扎尔达里在当天举行的总统选举中获胜，将出任新一届总统。[24]
- 核供应国集团45个成员国一致同意解除对印度实施了长达34年的核禁运，以推动印度和美国民用核能合作协议的实施进程。[25][26]

## 9月7日
- 加拿大總理哈珀向總督提出解散國會，並於10月14日舉行大選，希望能争取组成以保守党为主的多数政府。[27][28][29]
- 美國聯邦政府宣佈接管美国最大的两家住房抵押贷款机构房利美和房貸美，以遏制次贷危机继续扩大。[30]
- 美国运动员塞雷娜·威廉姆斯以6比4和7比5战胜塞尔维亚运动员耶莱娜·扬科维奇，获得在纽约举行的2008年美国网球公开赛女单冠军。[31]
- 飓风艾克在海地登陆，引发的洪水等灾害造成至少64人死亡。[32][33]
- 2008年MTV音乐录影带大奖颁奖礼在洛杉矶落下帷幕，小甜甜布兰妮一举三项大奖，成为本届颁奖礼的大赢家。[34]

## 9月8日
- 瑞士运动员罗杰·费德勒以3比0战胜英国运动员安迪·穆雷，連續第五年获得在纽约举行的2008年美国网球公开赛男单冠军。[35]
- 中国山西省襄汾县一座铁矿的尾矿库发生溃坝事故，倾泄出来的泥水波及下游的建筑，造成至少151人死亡。[36]

## 9月9日
- 俄羅斯宣佈，與阿布哈茲和南奧塞梯建立外交關係。[37]
- 泰國憲法法院判决沙马在出任首相之后在一家私营电视台主持烹饪节目违反宪法，并立即剥夺其首相职务。[38][39]
- 朝鮮民主主義人民共和國以盛大阅兵式庆祝建国60周年。朝鲜领导人金正日并没有出现在庆典。[40]

## 9月10日
- 世界上最大的、能量最高的粒子加速器，由欧洲核子研究中心研发的大型強子對撞機在瑞士日内瓦启用。[41][42]

## 9月11日
- 連接英格蘭與法國的英吉利海峽隧道，英國時間下午2點，一輛開往法國的貨車，在隧道內起火，32名卡車司機被緊急疏散，其中6人因吸入濃煙接受治療，火警延燒7個小時遭撲滅，隧道因而關閉。[43][44]
- 印尼东部於当地时间早上9时发生7.6地震 [45]
- 蒙古国议会任命现任政府总理、蒙古人民革命党主席桑吉·巴亚尔为新一届政府总理。[46]
- 津巴布韦总统穆加贝所领导的执政党非洲民族联盟－爱国阵线和茨万吉拉伊所领导的反对党争取民主变革运动达成权力分享协议。[47]
- 中国奶制品制造商三鹿集团宣布召回受到三聚氰胺污染的部分奶粉，已有432名婴幼儿被疑因食用该品牌奶粉而患上肾结石等病，其中1人死亡。[48][49]

## 9月12日
- 玻利維亞宣佈驅逐美國駐當地大使，理由是後者支持當地的分裂活動。其盟邦委內瑞拉亦跟隨。[50][51]
- 馬來西亞政府引用《內部安全法》拘捕了一位著名博客、《星洲日報》的一名記者和民主行動黨的一位國會議員。[52]

## 9月13日
- 美國加州洛杉磯查茨沃思區發生火車對撞事件，造成3人死亡，多人受傷。[53]
- 印度德里发生5起连环爆炸案，造成至少30人死亡，90多人受伤。[54][55]
- 飓风艾克在美国得克萨斯州加尔维斯顿登陆，造成的经济损失超80亿美元，美国总统布什宣布得克萨斯州为联邦灾区。[56][57][58]
- 第29届大众电影百花奖在中國遼寧省大连市揭晓，冯小刚执导的《集结号》获得最佳故事片、最佳导演、最佳男主角、最佳男配角4项大奖。[59]
- 中国四川省巴运集团一辆从四川省巴中市开往浙江省宁波市的宇通客车，在行经南江县附近时坠入约150米深的悬崖下，造成车上51人全部死亡。[60]

## 9月14日
- 曾與總統米哈伊爾·扎卡什維利籌劃收復阿布哈茲和南奧塞梯的喬治亞前國防部長伊拉克利·奥克鲁阿什维利聲稱，前者要為2008年南奧塞梯戰爭負責。[61]
- 俄罗斯北方航空公司一架从莫斯科飞往彼尔姆的波音737客机在准备着陆过程中坠毁，包括6名机组人员在内的88人全部遇难。[62][63]
- 颱風辛樂克在台灣宜蘭蘭陽溪附近登陸，造成的农业损失已达1.1434亿元新台币。[64]
- 红牛二队年仅21岁的德国车手维特尔在2008年意大利大奖赛中获得冠军，成为一级方程式赛车史上最年轻的分站冠军。[65]

## 9月15日
- 泰國代首相頌猜宣布，即日起解除自9月2日開始在首都曼谷地區實施的緊急狀態令。[66]
- 尼加拉瓜總統丹尼爾·奧爾特加表示，基於支持玻利維亞，他將不會參加本月底舉行的中美洲高峰會。[67]
- 美国第四大投资银行雷曼兄弟宣布申请破产保护。[68]
- 津巴布韦总统罗伯特·穆加贝所领导的执政党非洲民族联盟－爱国阵线和茨万吉拉伊所领导的反对党争取民主变革运动在哈拉雷正式签署权力分享协议，穆加贝和茨万吉拉伊将分别出任总统和总理。[69]
- 印尼东爪哇省岩望县发生踩踏事故，造成21人死亡、86人受伤。[70]
- 美国银行宣布以近500亿美元的价格收购美国第三大投资银行美林证券。[71]
- 雷曼兄弟公司宣布申请破產保護。[72]

## 9月16日
- 受2008年中国奶制品污染事件影响，中华人民共和国国家质量监督检验检疫总局对全国婴幼儿奶粉生产企业进行了质量普查。结果在22家企业69批次的产品中，检出了不同含量的三聚氰胺。[73]
- 美联储宣布向美国最大的保险公司美国国际集团提供850亿美元的紧急贷款，摩根大通已向15日申请破产保护的雷曼兄弟提供1380亿美元的贷款。[74][72]
- 安哥拉公布5日举行的内战结束之后的首次國會选举结果，执政党安哥拉人民解放运动赢得220个议席中的191个。[75]

## 9月17日
- 泰国代首相、人民力量党副主席颂猜在国会下议院会议上当选新一任首相。[76]
- 2008年夏季残奥会在中華人民共和國北京国家体育场闭幕，中国代表团以金牌89枚、奖牌211枚的成绩位列金牌榜和奖牌榜的双第一。[77][78]
- 以色列外交部外長齊皮·利夫尼當選前進黨黨魁。[79]
- 盧旺達成為首個女性國會議員數目超過男性的國家。[80]
- 美国驻也门首都萨那的大使馆遭遇汽车炸弹爆炸袭击，共造成16人死亡。[81]
- 日本航空自卫队在美国新墨西哥州白沙导弹靶场首次试射爱国者-3型导弹，该导弹是日本导弹防御系统的核心装备。[82][83]
- 国际天文学联合会将位于柯伊伯带的小行星136108归类为第5颗的矮行星，并以夏威夷女神的名字“Haumea”将其命名。[84]

## 9月18日
- 在美國首都華盛頓德國馬歇爾基金會的一次聚會上，美國國務卿康多莉扎·賴斯批評俄羅斯在對內對外政策走回頭路，並指後者將淪為「能源輸出國」。[85]

## 9月19日
- 受证券交易印花税改为单边征收、汇金公司购入三大银行股票、國務院國有資產監督管理委員會支持央企增持或回购行为等多重利好的刺激下，中国上海证券交易所和深圳证券交易所的股票全部涨停。[86]
- 日本農林水產大臣太田誠一，就問題米被用作食米出售的風波中農林水產省所負上的責任請辭。該職由內閣官房長官町村信孝代理職位。另外農林水產省的白須敏朗事務次官也同樣引咎辭職。該職由林野廳長官井出道雄昇格出任。[87][88]

## 9月20日
- 南非执政党非洲人国民大会全国委员会通过决议，要求总统姆贝基辞职，姆贝基表示接受该决定。[89]
- 位于巴基斯坦首都伊斯兰堡的万豪酒店遭到自杀式汽车炸弹爆炸袭击，造成53人死亡及266人以上受伤。[90][91]
- 中国广东省深圳市龙岗区的一家歌舞厅发生特大火灾，共造成43人死亡，88人受伤。[92]

## 9月21日
- 受貪污丑闻影响的以色列总理奥尔默特向总统佩雷斯递交辞呈，正式辞去总理职务。[93]
- 美国联邦储备委员会批准美国前两大投资银行高盛和摩根士丹利提出的转为银行控股公司的请求。[94]
- 因食用被三聚氰胺污染的三鹿牌奶粉而正在医院住院治疗的中国嬰兒达到12,892人；已治愈出院的为1,579人；接受过医院门诊治疗的为39,965人；死亡3人。[95]

## 9月22日
- 麻生太郎幹事長於本屆自由民主黨總裁選舉當選日本自民黨第23任總裁。麻生決定任命代理幹事長細田博之為下屆幹事長。[96]
- 台灣金車公司所製咖啡沖泡包被檢驗出含三聚氰胺，全面下架回收。[97]

## 9月23日
- 芬兰西芬兰省考哈约基賽納理工大學发生校园枪击案，枪手在杀死10人後自杀身亡。[98][99][100][101]

## 9月24日
- 日本自民党总裁麻生太郎通过国会众议院选举当选为新一任日本首相。[102]
- 台风黑格比在中国广东省电白县沿海登陆，共造成5人死亡、2人失踪，直接经济损失5075.72亿元人民币。[103]

## 9月25日
- 中华人民共和国长征二号F型运载火箭搭载神舟七号载人航天飞船在甘肃省酒泉卫星发射中心发射升空。[104][105]
- 南非非洲人国民大会副主席莫特兰蒂经國會投票选举为南非代总统，接替刚辞职的总统姆贝基。[106]
- 美國財政部儲蓄機構管理局接管美国最大的储蓄银行華盛頓互惠銀行，並交給美国联邦存款保险公司以19亿美元的价格将其大部分业务出售给摩根大通公司，该案成为美国历史上规模最大的银行倒闭案。[107][108]
- 暗流動，一種未能解釋的新宇宙現象，首度被天文學者觀察。[109]

## 9月26日
- 土库曼斯坦人民委员会通过新宪法，决定撤销人民委员会，其职能转由总统、国民议会和最高法院履行。[110]

## 9月27日
- 中华人民共和国宇航员翟志刚步出神舟七号载人航天飞船，执行太空行走任务，成为首个太空行走的中国宇航员。[111]
- 印度德里發生一起爆炸案，造成2死23傷。[112]
- 2008年大馬士革汽車炸彈案：一顆指向敘利亞大馬士革某軍事設施的疑似汽車炸彈爆炸，造成至少170死14傷。[113]

- 台灣美女出生

## 9月28日
- 埃塞俄比亚运动员海勒·格布雷西拉西耶在柏林马拉松赛上以2小时3分59秒的成绩获得男子冠军，并打破世界纪录。[114]
- 美国太空探索技术公司研发的猎鹰1号运载火箭在马绍尔群岛夸贾林环礁发射成功，该公司成为首个成功发射运载火箭的私营企业。[115]
- 台风蔷薇在台湾宜兰县南澳乡沿海登陆，宜兰出现17级以上的阵风。[116]
- 中国神舟七号载人航天飞船返回舱载着翟志刚、刘伯明、景海鹏三名航天员在内蒙古自治区四子王旗主着落场成功着陆。[117]
- 华南虎绝种。[118]

## 9月29日
- 印尼食品及藥物監察機構驗出M&M's、瑪氏食品、卡夫、吉百利等品牌的牛奶副產品有極高濃度三聚氰胺。[119]
- 白俄羅斯的反對派在2008年白俄羅斯國會選舉中全軍覆沒。[120]
- 美国国会众议院投票否决布什政府提出的7000亿美元的救市方案，道琼斯工业平均指数受此影响下跌777.68点，创下历史上最大点数跌幅。[121][122]
- 印度西部發生三起爆炸案，造成8死30傷。[123]
- 一顆汽車炸彈於黎巴嫩一輛承載黎巴嫩陸軍部隊前往的黎波里工作的公車附近爆炸，造成至少5死25傷。[124]

## 9月30日
- 印度拉贾斯坦邦焦特布尔一座印度教神庙举行宗教活动时发生踩踏事件，造成至少224人死亡，55人受伤。[125][126]
- 印度和法国签署一项里程碑式的民用核合作协议，允许法国向印度输出民用核技术。 [127][128]